# Cap Espérance
Le cap Espérance est le point le plus septentrional de Guadalcanal, aux Salomon. La bataille du cap Espérance en tire son nom.